# Mariene ecoregio Ningaloo
De Mariene ecoregio Ningaloo (145) (Engels: Ningaloo marine ecoregion) is een biogeografische regio en ligt in het oosten van de Indische Oceaan in de Mariene provincie Noordwest-Australische Plat (34) in het Marien rijk Centrale Indo-Pacific. De mariene ecoregio is vastgesteld door het World Wide Fund for Nature en The Nature Conservancy en is vernoemd naar de Ningaloo-kust.
In het noordoosten grenst het gebied aan de mariene ecoregio Exmouth naar Broome (144) en in het zuiden aan de mariene ecoregio Shark Bay (210).

## Geografie
De mariene ecoregio ligt in het oosten van de Indische Oceaan voor de westkust van Australië. Het gebied strekt zich uit van de Noordwestkaap in het noorden tot de kust ter hoogte van het Lake MacLeod. Het omvat de Ningaloo-kust.
Door het gebied stromen de Hollowaystroom en de Oostelijke gyralstroom die hier samenkomen en de Leeuwinstroom vormen.

## Biogeografie
Het gebied kent zeeleven dat houdt van tropische temperaturen.